# Croissant-Rouge palestinien
Le Croissant-Rouge palestinien est une société nationale de secours, membre du Mouvement international de la Croix-Rouge et du Croissant-Rouge.

## Histoire
Fondée la première fois en 1910 par Hussein al-Husseini, maire de Jérusalem, l'organisation nationale de secours palestinien ne pourra plus assumer ses activités après la fin du mandat britannique en Palestine.
Le 26 décembre 1968 à Damas, en Syrie, le Croissant-Rouge palestinien se reconstitue et sera reconnu par l'OLP et Yasser Arafat l'année suivante. Il obtient le statut d'observateur au sein du Mouvement international en 1977, et celui de membre de plein droit le 22 juin 2006, après l'adoption du IIIe Protocole aux Conventions de Genève de 1949, et en même temps que la Société de secours israélienne, le Magen David Adom.

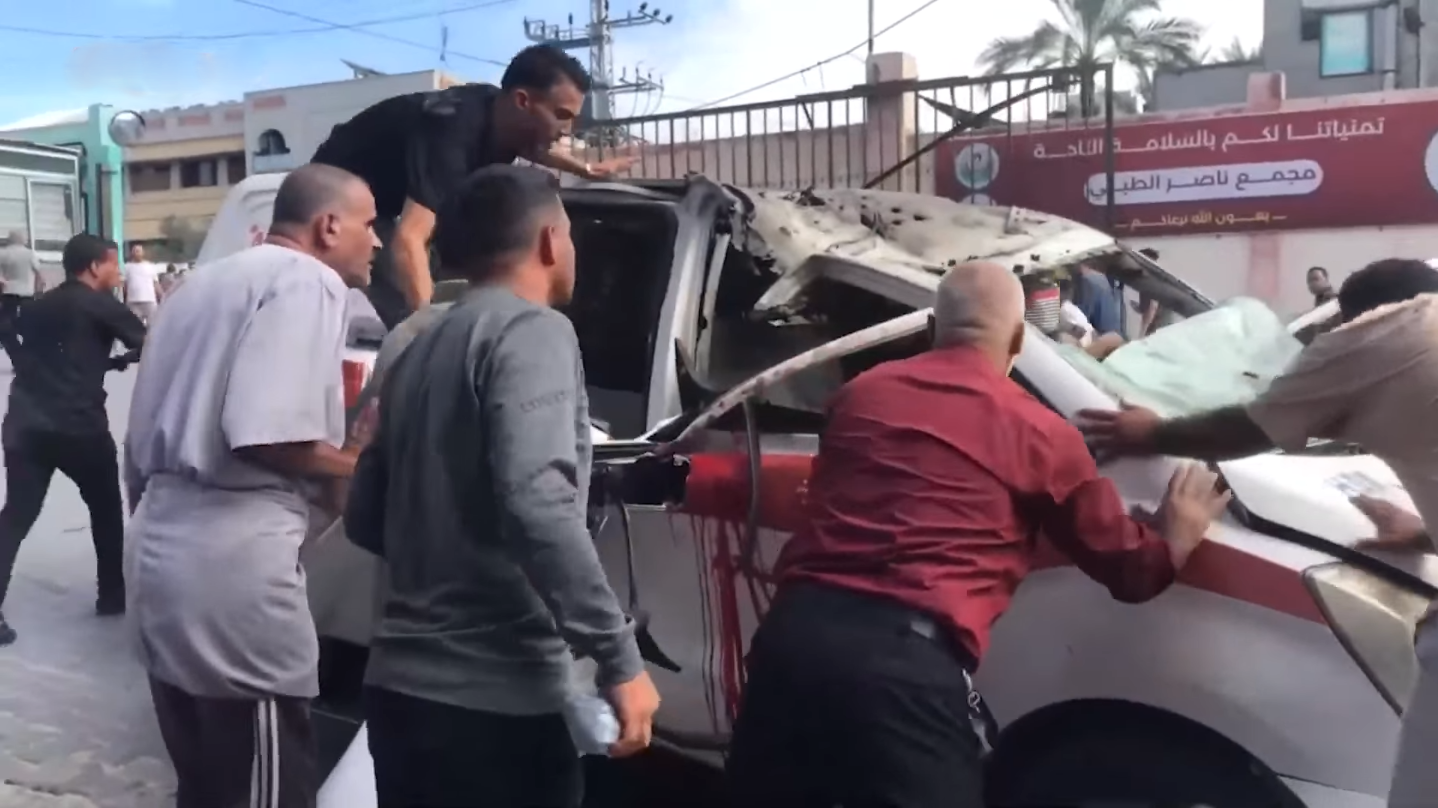
Une ambulance du Croissant-Rouge palestinien touchée par un missile israélien à Khan Younès, en octobre 2023.

Les secouristes palestiniens ont toujours été visés par l'armée israélienne mais ces violences se sont intensifiées durant la guerre de 2023-2024. Au moins 19 personnels du Croissant-Rouge palestinien sont tués dans l’exercice de leur fonction par l'armée israélienne entre octobre 2023 et mai 2024. Le porte-parole de l'association a notamment dénoncé des « tirs directs » contre des ambulances. En mai 2025, le nombre de secouristes du Croissant-Rouge tués est de 48.
Le 23 mars 2025, huit travailleurs du Croissant-Rouge, six membres de l’unité d’urgence de la défense civile de Gaza et un employé de l’UNRWA sont tués par des tirs israéliens visant des ambulances à Rafah. Le Comité international de la Croix-Rouge a dénoncé le pire massacre visant son personnel ces huit dernières années dans le monde.